# FK Lovćen Cetinje
FK Lovćen Cetinje  (Montenegrijns: ФК Ловћен) is een Montenegrijnse voetbalclub uit Cetinje.

## Geschiedenis
De club werd opgericht op 12 april 1913 in het toenmalige Koninkrijk Montenegro en werd genoemd naar de berg Lovćen die dicht bij Cetinje ligt. In het Joegoslavische tijdperk speelde de club in de lagere klassen en kon zich enkel in de jaren vijftig wat opwerken.
In 2007 mocht de club zich als eerste kampioen van de tweede klasse kronen en promoveerde zo naar de hoogste klasse. In 2017 degradeerde de club naar het tweede niveau maar wist het seizoen erna via promotie-/degradatiewedstrijden weer op het hoogste niveau terug te keren. In 2019 volgde echter een nieuwe degradatie naar de Druga Crnogorska Liga.

## Erelijst
- Beker van Montenegro

Winnaar: 2014
Finalist: 2009

## Eindklasseringen
| Seizoen | №  | Clubs | Divisie               | WG | W  | G  | V  | Saldo | Punten | Tsch |
| ------- | -- | ----- | --------------------- | -- | -- | -- | -- | ----- | ------ | ---- |
| 2007    | 1  | 12    | Druga Crnogorska Liga | 33 | 21 | 6  | 6  | 50–21 | 69     | ??   |
| 2008    | 6  | 12    | Prva Crnogorska Liga  | 33 | 11 | 10 | 12 | 28–30 | 43     | 744  |
| 2009    | 8  | 12    | Prva Crnogorska Liga  | 33 | 10 | 10 | 13 | 25–25 | 40     |      |
| 2010    | 6  | 12    | Prva Crnogorska Liga  | 33 | 15 | 7  | 11 | 32–37 | 52     |      |
| 2011    | 8  | 12    | Prva Crnogorska Liga  | 33 | 9  | 10 | 14 | 29–36 | 37     |      |
| 2012    | 6  | 12    | Prva Crnogorska Liga  | 33 | 10 | 10 | 13 | 34–42 | 40     |      |
| 2013    | 9  | 12    | Prva Crnogorska Liga  | 33 | 11 | 4  | 18 | 38–51 | 37     |      |
| 2014    | 2  | 12    | Prva Crnogorska Liga  | 33 | 17 | 8  | 8  | 52–31 | 59     |      |
| 2015    | 6  | 12    | Prva Crnogorska Liga  | 33 | 15 | 5  | 13 | 42–32 | 50     | 429  |
| 2016    | 9  | 12    | Prva Crnogorska Liga  | 33 | 9  | 9  | 15 | 32–42 | 36     | 413  |
| 2017    | 11 | 12    | Prva Crnogorska Liga  | 33 | 10 | 7  | 16 | 25-36 | 34     | 459  |
| 2018    | 3  | 12    | Druga Crnogorska Liga | 33 | 17 | 10 | 6  | 56-31 | 61     | ??   |
| 2019    | 9  | 10    | Prva Crnogorska Liga  | 36 | 5  | 11 | 20 | 29-65 | 26     | 201  |

## In Europa
#Q = #kwalificatieronde, T/U = Thuis/Uit, W = Wedstrijd, PUC = punten UEFA coëfficiënten .
Uitslagen vanuit gezichtspunt FK Lovćen Cetinje
| Seizoen | Competitie    | Ronde | Land                           | Club                    | Totaalscore | 1e W    | 2e W    | PUC |
| ------- | ------------- | ----- | ------------------------------ | ----------------------- | ----------- | ------- | ------- | --- |
| 2014/15 | Europa League | 1Q    | Vlag van Bosnië en Herzegovina | FK Željezničar Sarajevo | 0-1         | 0-0 (U) | 0-1 (T) | 0.5 |